# Culture de la patate douce

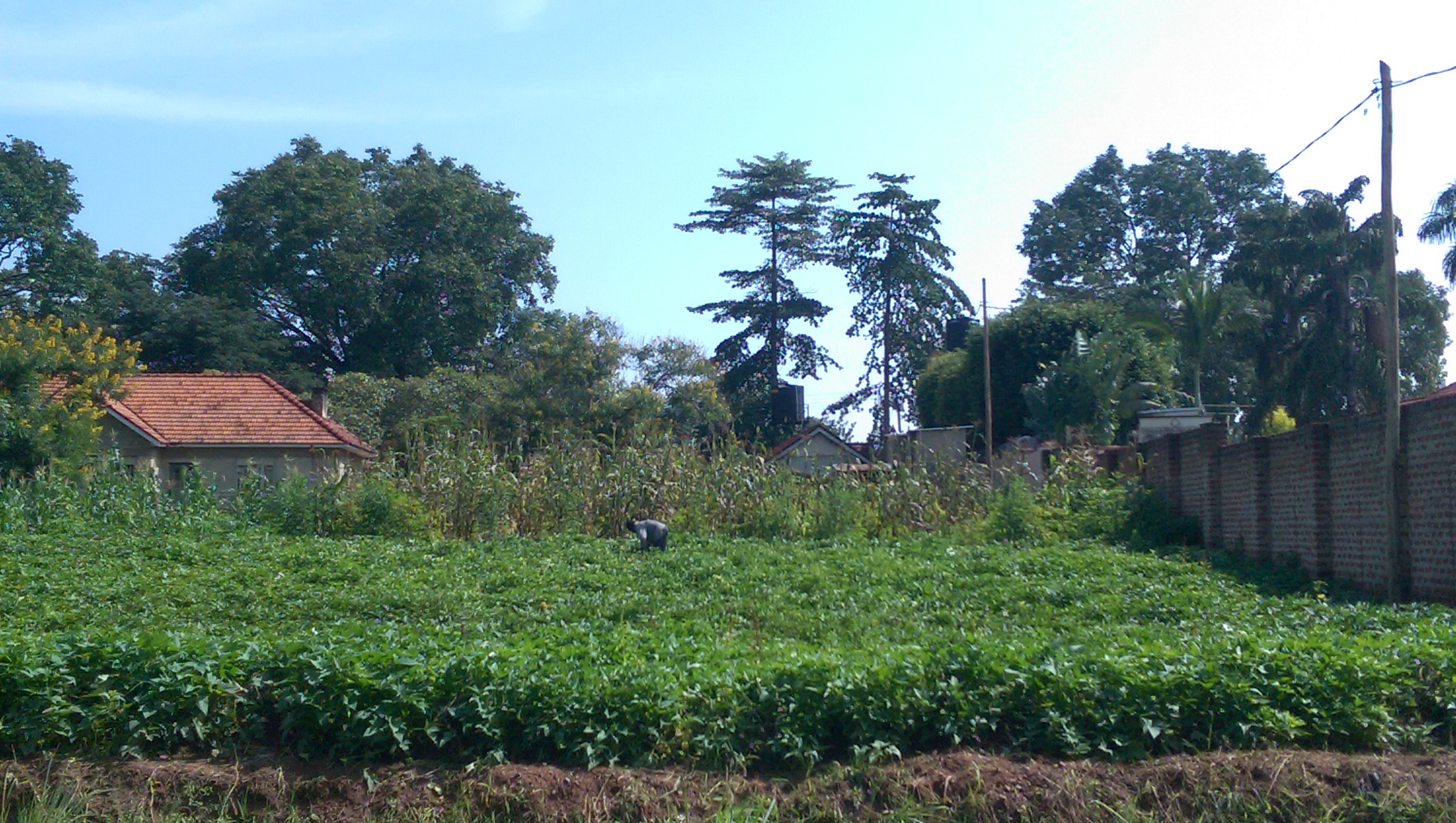
Culture de patates douces dans un jardin en Ouganda.

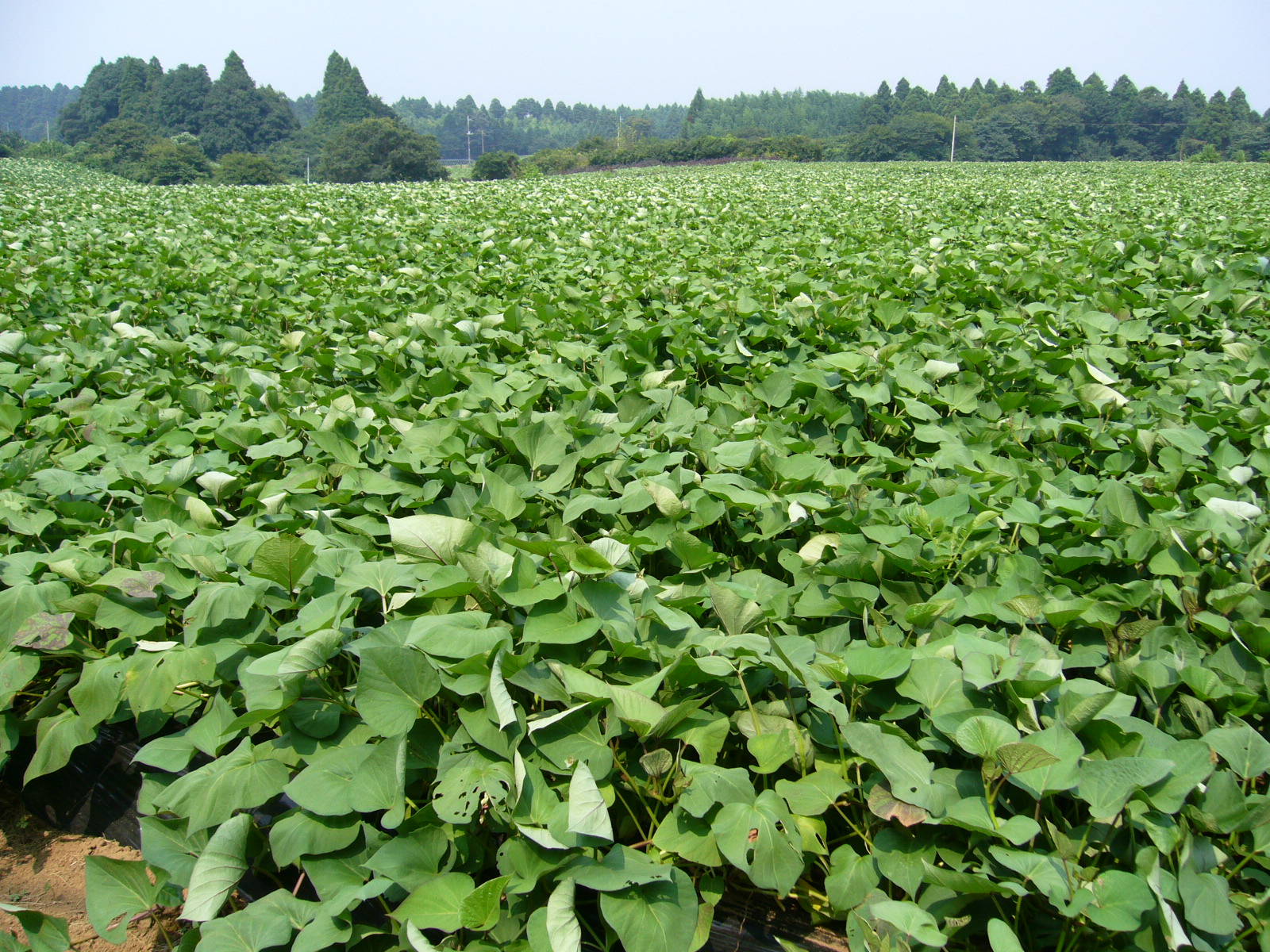
Champ de patates douces à Katori (Japon).

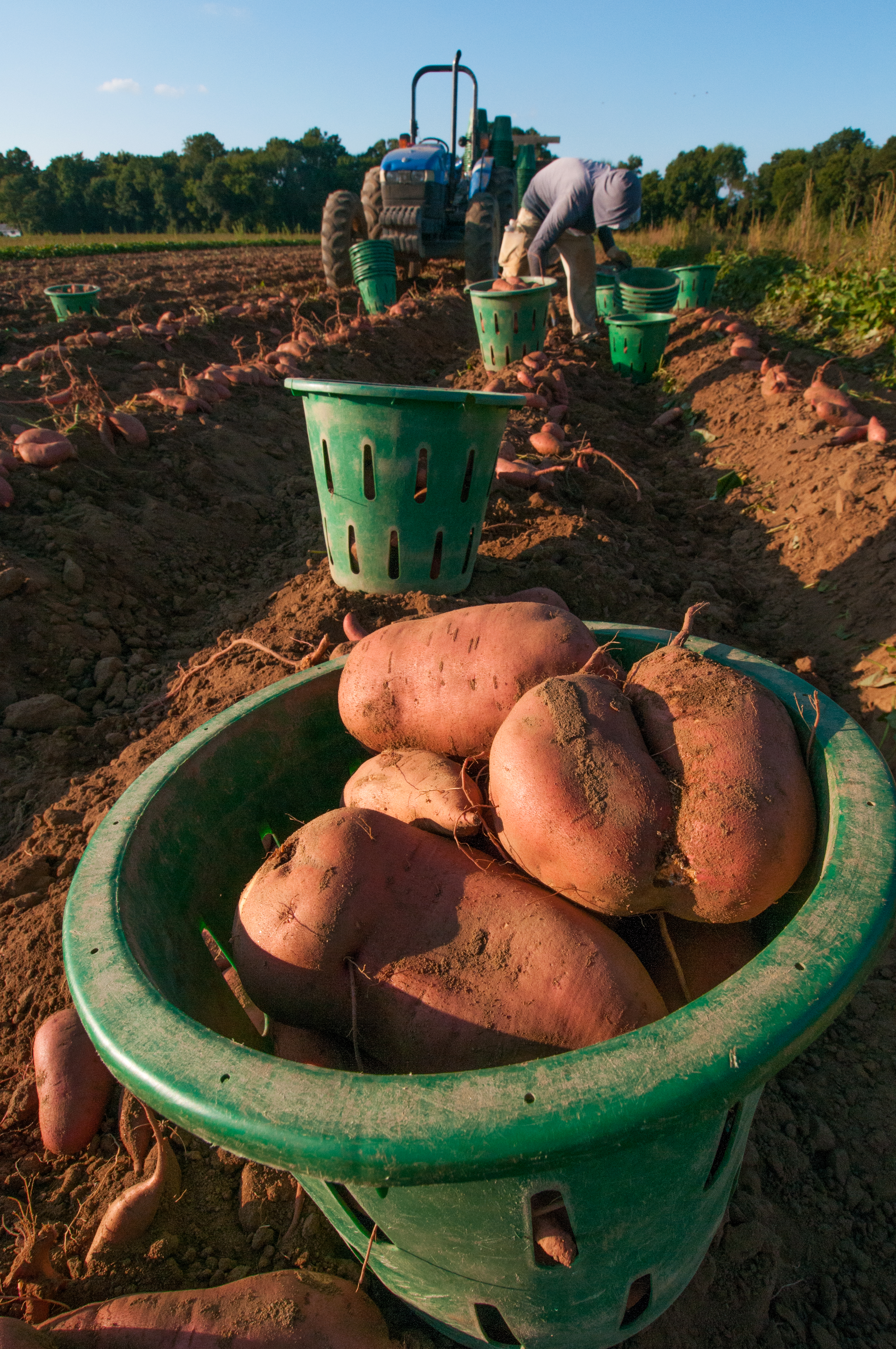
Récolte semi-mécanisée à Mechanicsville (Virginie (États-Unis)).

La culture de la patate douce (Ipomoea batatas) se pratique dans toutes les régions tropicales et subtropicales du monde, dans une bande allant de 30° de latitude Nord à 30° de latitude Sud. Cette culture s'étend sur une surface totale de 9,2 millions d'hectares, dans plus de 115 pays, pour un rendement moyen en tubercules de 12,3 tonnes par hectare (chiffres FAOSTAT 2017).
La patate douce est cultivée principalement pour ses tubercules comestibles destinés à l'alimentation humaine et animale, mais aussi pour la production d'amidon et d'autres dérivés industriels. On la cultive aussi pour son feuillage qui peut se consommer comme un légume-feuille ou constituer un fourrage pour le bétail.
Bien qu'il s'agisse d'une espèce pérenne sous climat tropical ou subtropical, la patate douce est généralement cultivée comme une plante annuelle.
C'est une culture plus productive que les céréales. Le rendement en tubercules, variable selon les variétés, atteint environ 5 à 10 tonnes par hectare pour les cultivars traditionnels et de 40 à 50 tonnes pour les variétés sélectionnées.

## Conditions pédo-climatiques
La patate douce se cultive aussi dans certaines régions tempérées chaudes, notamment en Espagne. Sa culture requiert une température supérieure à 15 °C, avec un optimum à 24 °C, et un bon ensoleillement.
La patate douce est peu exigeante pour le sol, elle préfère cependant les sols argilo-sableux, profonds, bien drainés et assez riches en humus. Elle est tout de même cultivable en climats arides et en sols secs avec une moindre productivité. Le pH du sol doit être compris entre 5,5 et 6,5, mais la culture reste possible pour des pH allant de 4,5 (sols plus acides) jusqu'à 7,5 (sols plus alcalins).
Les sols à texture légère permettent d'obtenir de beaux tubercules de forme régulière, à peau lisse et de couleur vive.

## Systèmes de culture
En région tropicale, la culture peut se faire en toute saison, toutefois il vaut mieux que la récolte intervienne hors de la saison des pluies, les tubercules étant sensibles au pourrissement en cas d'excès d'humidité.
La région méditerranéenne se prête très bien à cette culture sous réserve de l'irriguer convenablement. Dans ce cas, la plantation se fait au printemps, à partir d'avril-mai (quand les températures minimales restent supérieures à 10 °C), la récolte intervenant au bout de 4 à 6 mois selon les variétés, vers septembre-octobre. La culture se fait habituellement en billons de manière à faciliter tant l'irrigation que la récolte.
Un bon paillage permet également de limiter l'évaporation, conserver la chaleur au niveau des racines, et protéger de l'attaque des limaces qui sont friandes des feuilles et des tubercules.

## Multiplication

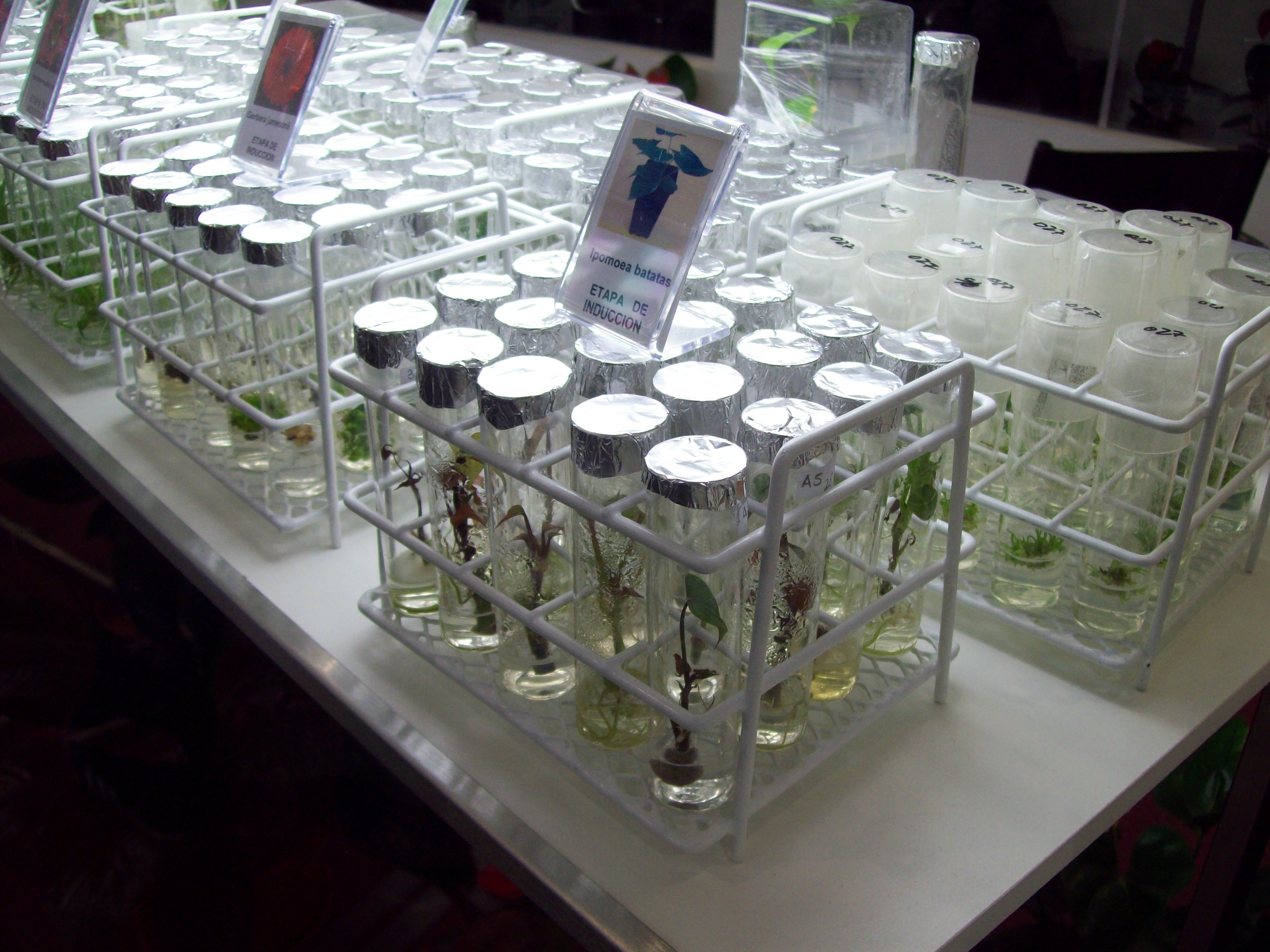
Culture de patate douce in vitro (Tecnópolis).

En culture, la multiplication de la patate douce se fait exclusivement par voie végétative. Les graines sont utilisées uniquement à des fins de sélection. Les organes pouvant être utilisés pour la multiplication végétative de la patate douce comprennent les racines de réserve (tubercules), l'extrémité des pousses et les boutures de tige. 

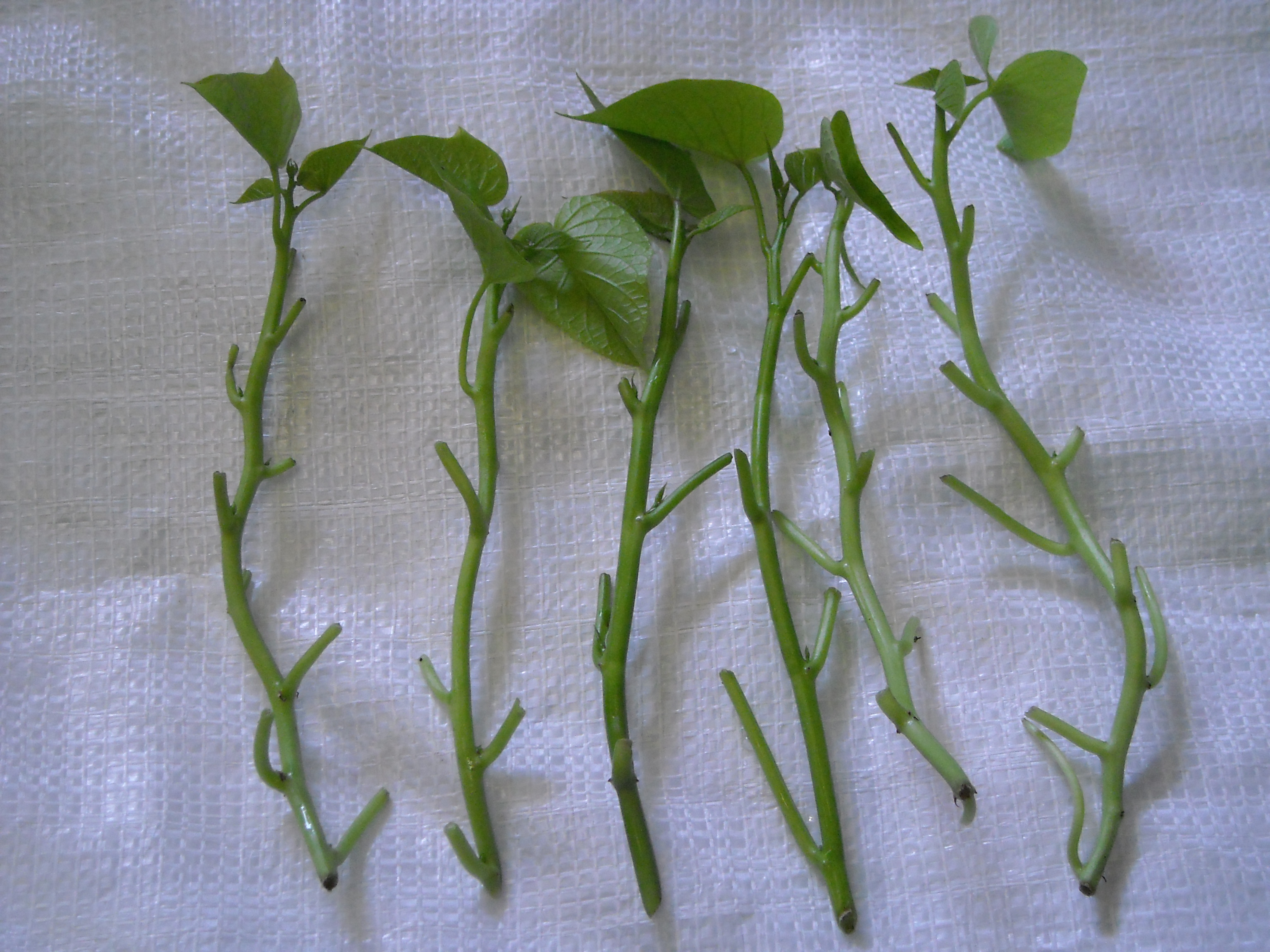
Boutures.

Dans les régions tropicales, la patate douce se multiplie essentiellement par bouturage de tiges, issues d'une pépinière. 

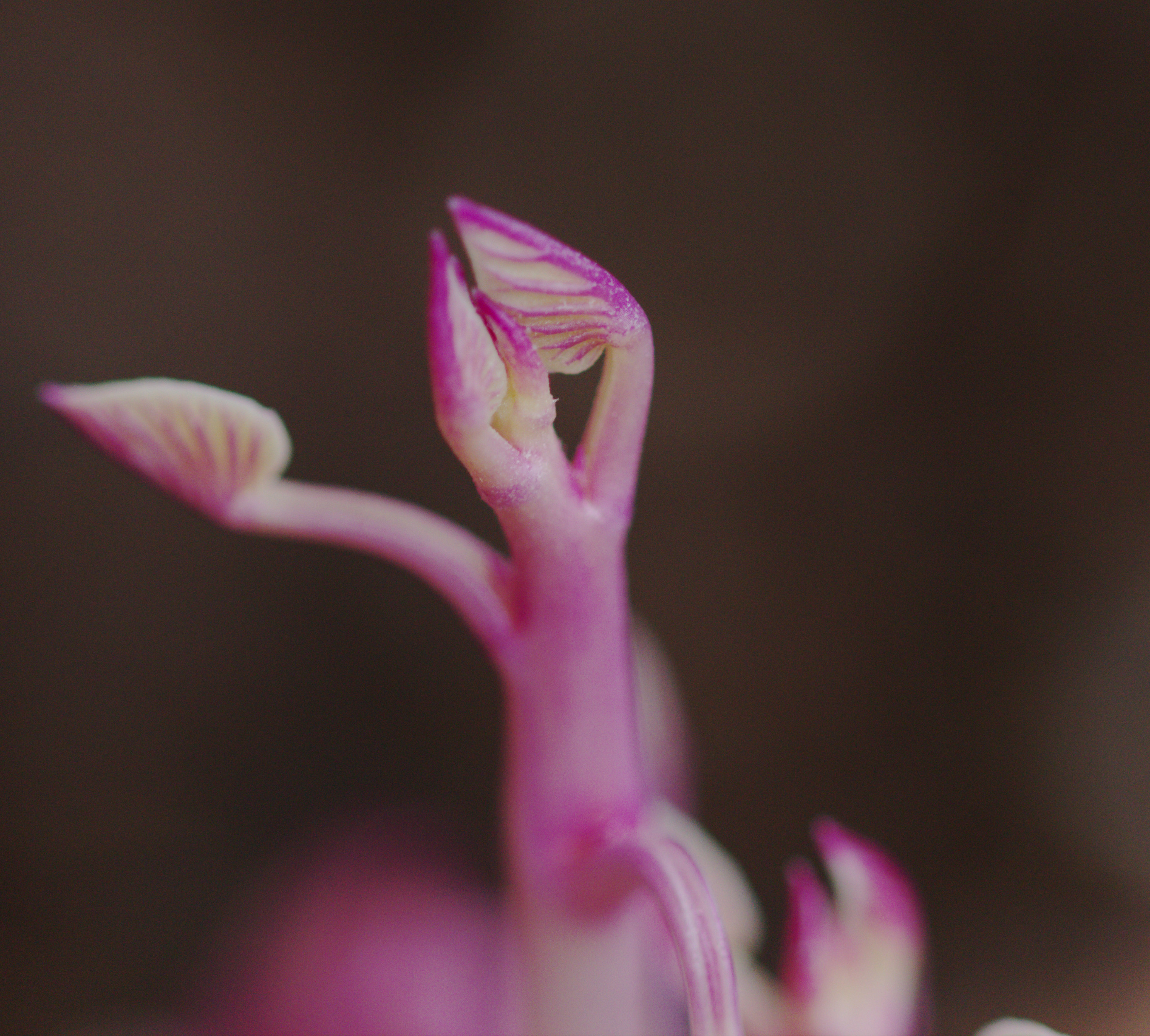
Bourgeons de patate douce.

En pays tempérés, on utilise des tubercules qui sont stockés pendant l'hiver puis mis à germer avant la plantation.
On commence par planter des tubercules qui donnent après 6 semaines des pousses d'une trentaine de centimètres. Ces pousses sont coupées pour être replantées en rangs espacés de 90 cm, chaque plant espacés de 30 cm sur le rang.
Les patates douces se multiplient très facilement par bouturage en plantant en pépinière des tubercules qui fourniront six semaines plus tard des rejets à repiquer. Le jardinier amateur peut également simplement multiplier la patate douce en plaçant en intérieur près d'une fenêtre vers la fin de l'hiver une patate du commerce à moitié immergée dans de l'eau dans un bocal en verre ou une bouteille en plastique (dont le goulot aura été coupé pour pouvoir y introduire la patate). Attention au sens de plantation, on immerge le côté pointu et on laisse à l'air libre le côté un peu blanchâtre qui a été sectionné lors de la récolte de la patate. Quatre à six semaines plus tard, on voit apparaitre des racines dans l'eau et des pousses sur la patate. Lorsque ces pousses mesurent environ 30 cm  (avec au moins 2 nœuds), on peut les pincer à la base pour les remettre à raciner dans de l'eau. Dès que ces plantules ont des racines d'une dizaine de cm, on peut les repiquer en pleine terre. Cinq à six mois plus tard, on obtient de nouvelles patates.
Pour produire des plants de patate douce exempts de virus on utilise presque exclusivement la culture de méristème in vitro. Cette technique consiste à prélever des explants apicaux (méristématiques) le plus grands possible, mais excluant les tissus infectés par le virus. La culture in vitro sur des milieux enrichis en hormones (auxine, cytokinine) permet de régénérer des plants viables, qui sont ensuite testés pour contrôler l'absence de virus.
Cette technique est également utilisée pour la conservation de banques de gènes de patate douce. Le maintien d’une collection de matériel génétique in vitro présente de nombreux avantages par rapport à une collecte en serre ou au champ : réduction de la surface de stockage, accessibilité tout au long de l’année, maintien d’un état indemne de maladies, propagation rapide in vitro, transport plus facile, économies de main-d'œuvre et de coûts.

## Techniques culturales

### Fertilisation
|            | N   | P2O5 | K2O |
| Tubercules | 50  | 14   | 110 |
| Feuillage  | 50  | 28   | 110 |
| Total      | 100 | 42   | 220 |

La fertilisation doit être adaptée en fonction des objectifs de rendement et de la variété cultivée, les cultivars modernes, en particulier ceux à chair orange, ont des besoins  en éléments nutritifs supérieurs à ceux des variétés traditionnelles.
La fertilisation doit également être adaptée aux caractéristiques du sol, en particulier aux éventuelles carences notamment en oligo-éléments. L'apport d'azote doit être maîtrisé car, en cas d'excès, il favorise le développement du feuillage au détriment de la production de tubercules.
L'engrais est généralement apporté en deux fois, d'abord avant la plantation puis en couverture environ 30 jours après la plantation.

### Désherbage
Le feuillage, très couvrant, limite naturellement la croissance des mauvaises herbes et protège le sol de l'érosion éolienne.

## Récolte

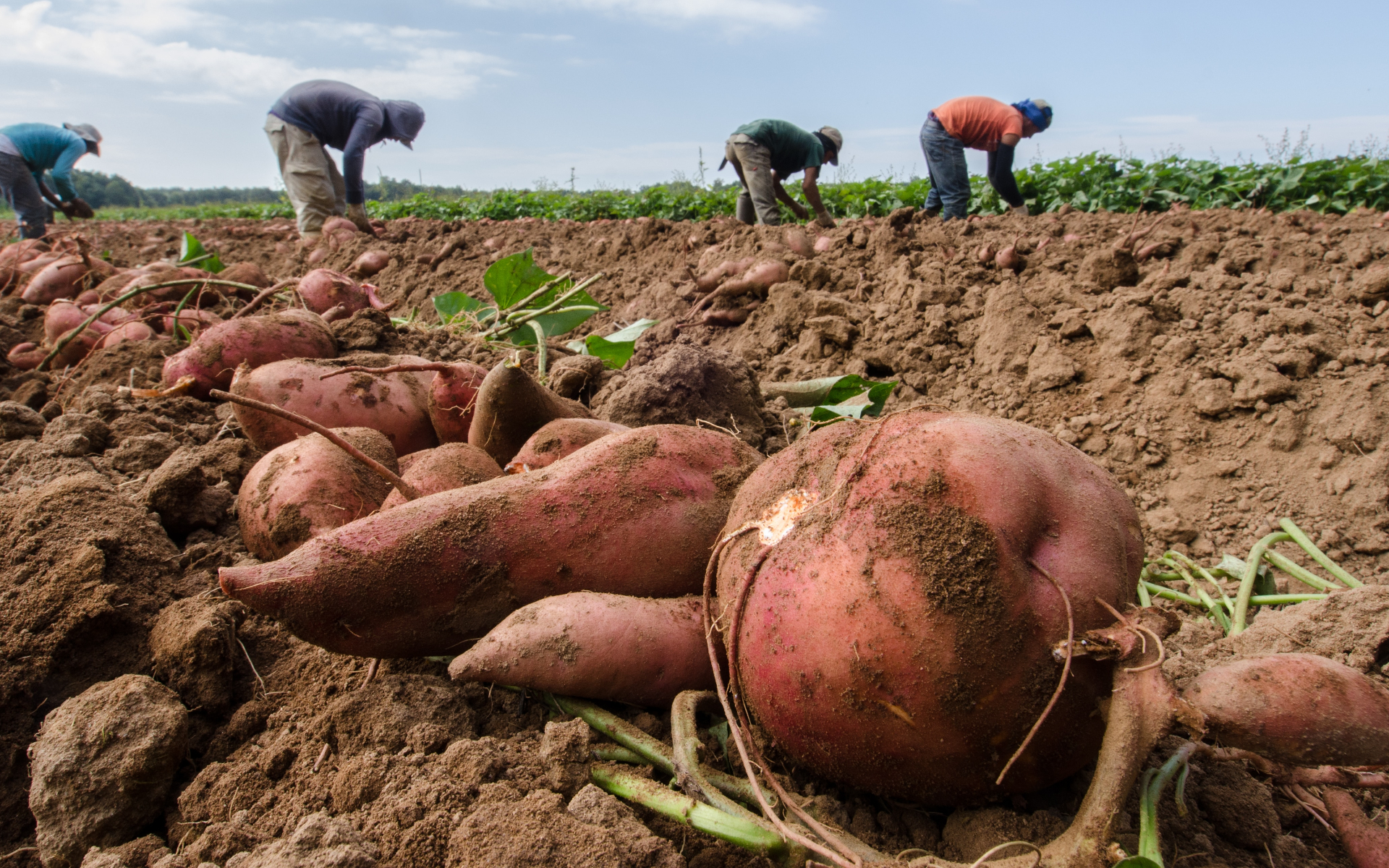
Récolte semi-mécanisée des tubercules.

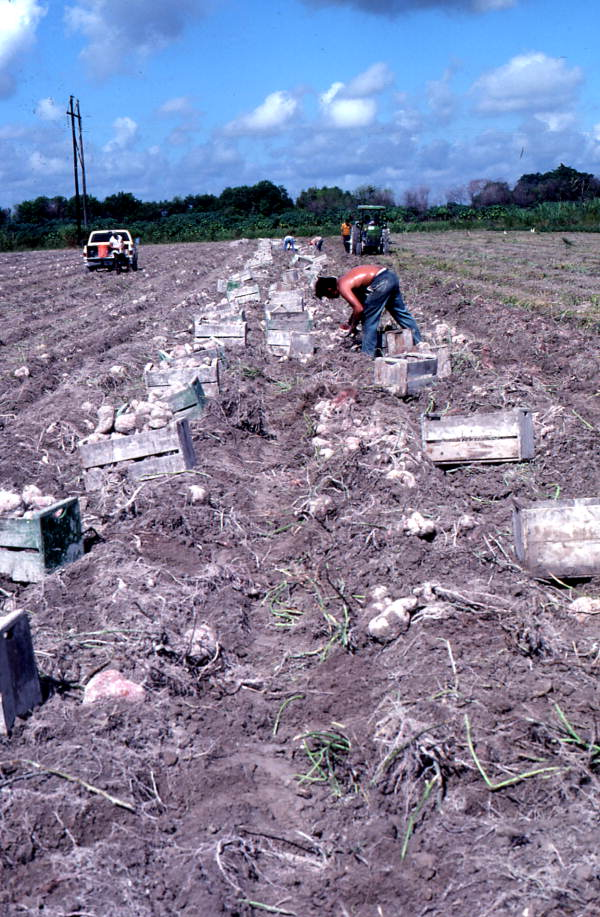
Récolte dans un champ de patates douces en Floride (1986).

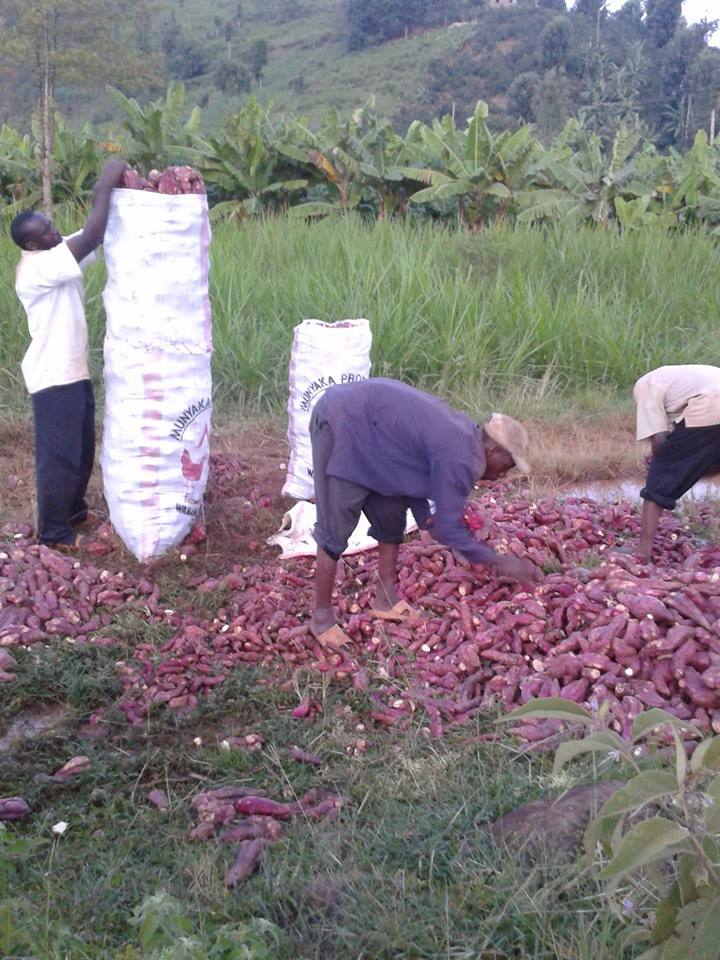
Tri et ramassage manuel de patates douces au Kenya.

### Récolte des tubercules
Selon les systèmes de culture, la récolte peut être manuelle, semi-mécanisée ou totalement mécanisée.
La récolte manuelle est la plus répandue dans l'aire de culture de la patate douce, notamment dans les diverses communautés des régions tropicales d'Afrique et d'Asie. Elle autorise la récolte échelonnée en fonction des besoins, ce qui élude en partie le problème de la conservation et limite les attaques des charançons.
La récolte semi-mécanisée consiste à utiliser une charrue avec un soc butteur pour dégager les tubercules du sol, le ramassage et le tri des tubercules se faisant manuellement.
La récolte mécanisée, qui se pratique notamment aux États-Unis fait appel à des récolteuses automotrices ou à des « trains » de récolte comprenant une récolteuse tractée par un tracteur agricole, équipée d'une table de calibrage automatisée, et suivie d'une remorque de réception de la récolte. Ce matériel nécessite des parcelles de taille importante.

### Récolte des pousses feuillées
La récolte des pousses feuillée pour la consommation humaine se pratique principalement en Chine et en Asie du Sud-Est, mais également dans certains pays d'Afrique. Des variétés particulières ont été sélectionnées dans ce but et permettent une récolte régulière à un stade de croissance bien défini.

## Variétés

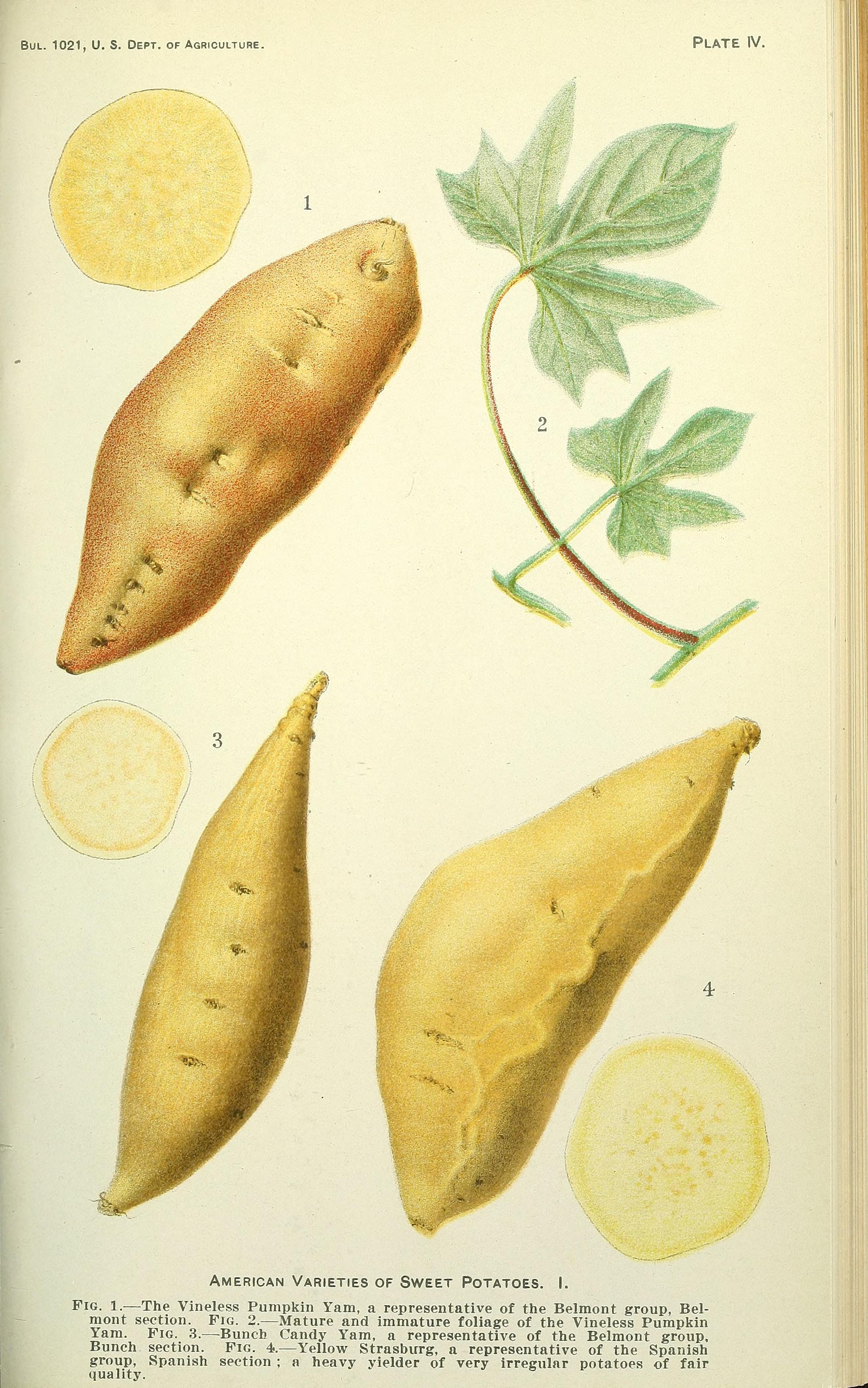
Variétés américaines anciennes (1913-1923).

Les variétés cultivées (ou cultivars) de patates douces sont très nombreuses. Leur cycle de culture peut varier de 3,5 à 8 mois. Les variétés traditionnelles, plus tardives et moins exigeantes, présentent l'avantage de couvrir le sol plus longtemps. Les variétés modernes, plus productives, sont plus précoces et permettent de libérer le terrain plus rapidement et de limiter les attaques de charançons.
Du point de vue de leur commercialisation, on distingue trois grands groupes de cultivars de patates douces :
- ceux qui sont destinés à la transformation (traditionnelle ou industrielle) à teneur très élevée en matière sèche et en amidon, et à chair blanche,
- ceux destinés au marché des racines fraiches pour la consommation quotidienne dans les pays en voie de développement, à teneur élevée en matière sèche et faible en sucres,
- ceux destinés au marché nord-américain, souvent à teneur faible en matière sèche mais élevée en sucres et en carotène[6].

On distingue également parmi les variétés destinées à la consommation humaine celles à chair sèche après cuisson et celles à chair tendre (aqueuse).
Les tubercules peuvent présenter différentes couleurs : la peau  peut être blanche, jaune, rose, orange, violette ou brun rougeâtre. La couleur de la chair varie du blanc et du jaune à l'orange clair ou à l'orange foncé. Les cultivars à chair orange, riches en bêta-carotène, sont utilisés dans les programmes visant à lutter contre la carence en vitamine A. Les variétés de patates douces de couleur pourpre (cultivars sélectionnés principalement au Japon), doivent leur couleur à leur teneur élevée en anthocyanes.
La création variétale se réalise principalement aux États-Unis, à Hawaï, au Japon et en Inde, et dans certains centres internationaux de recherche agronomique comme le Centre international de la pomme de terre (CIP) au Pérou, le Centre mondial des légumes à Taïwan (variétés préfixées AIS), l'Institut international d’agriculture tropicale (IITA)  au Nigeria (préfixe TIS ou TIB).

## Ravageurs et maladies
La patate douce est affectée par de nombreux agresseurs biotiques : on recense environ 35 maladies bactériennes et fongiques, plus de 20 virus ou pseudo-virus, 20 espèces de nématodes et une vingtaine d'espèces d'insectes ravageurs. Parmi ces agents, cinq groupes ont une importance économique significative : les viroses (SPVD) souvent dues à la combinaison de plusieurs virus, les charançons, les nématodes, les « pourritures » dues à diverses espèces de champignons, l'alternariose (Alternaria sp.) et la fusariose (Fusarium sp.). Cette culture peut également être sensible à des facteurs abiotiques comme la sécheresse, la chaleur, le froid et la salinité.
Comme toutes les plantes cultivées à multiplication végétative, la patate douce peut subir une dégénérescence des clones du fait de l'accumulation des agents pathogènes (champignons, bactéries, virus) au fil des générations successives. Il faut donc soit accorder beaucoup de soin au choix des plants-mères, soit renouveler régulièrement le stock en faisant appel à des multiplicateurs spécialisés.

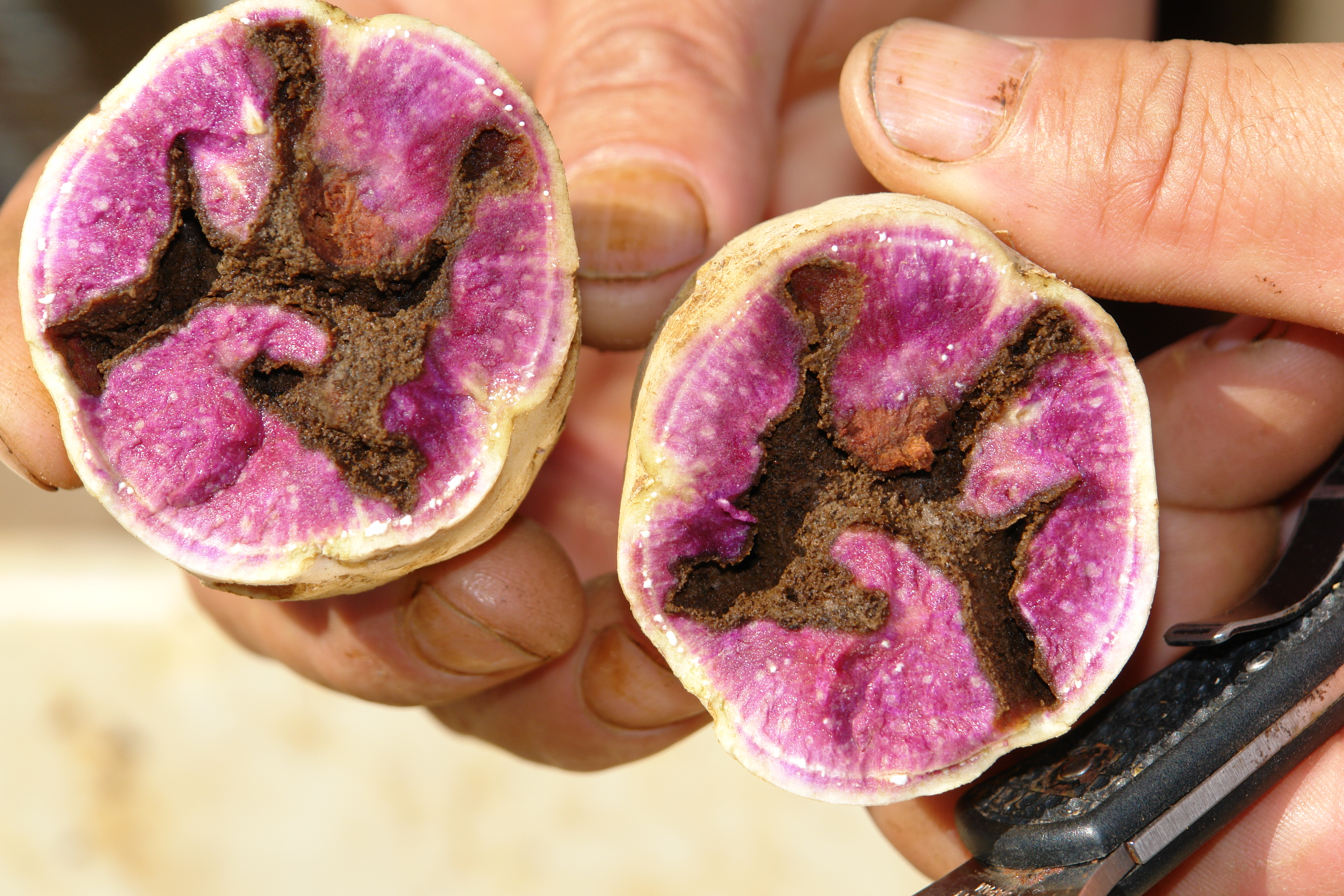
Tubercules de patate douce endommagés par les larves du charançon (Cylas formicarius).
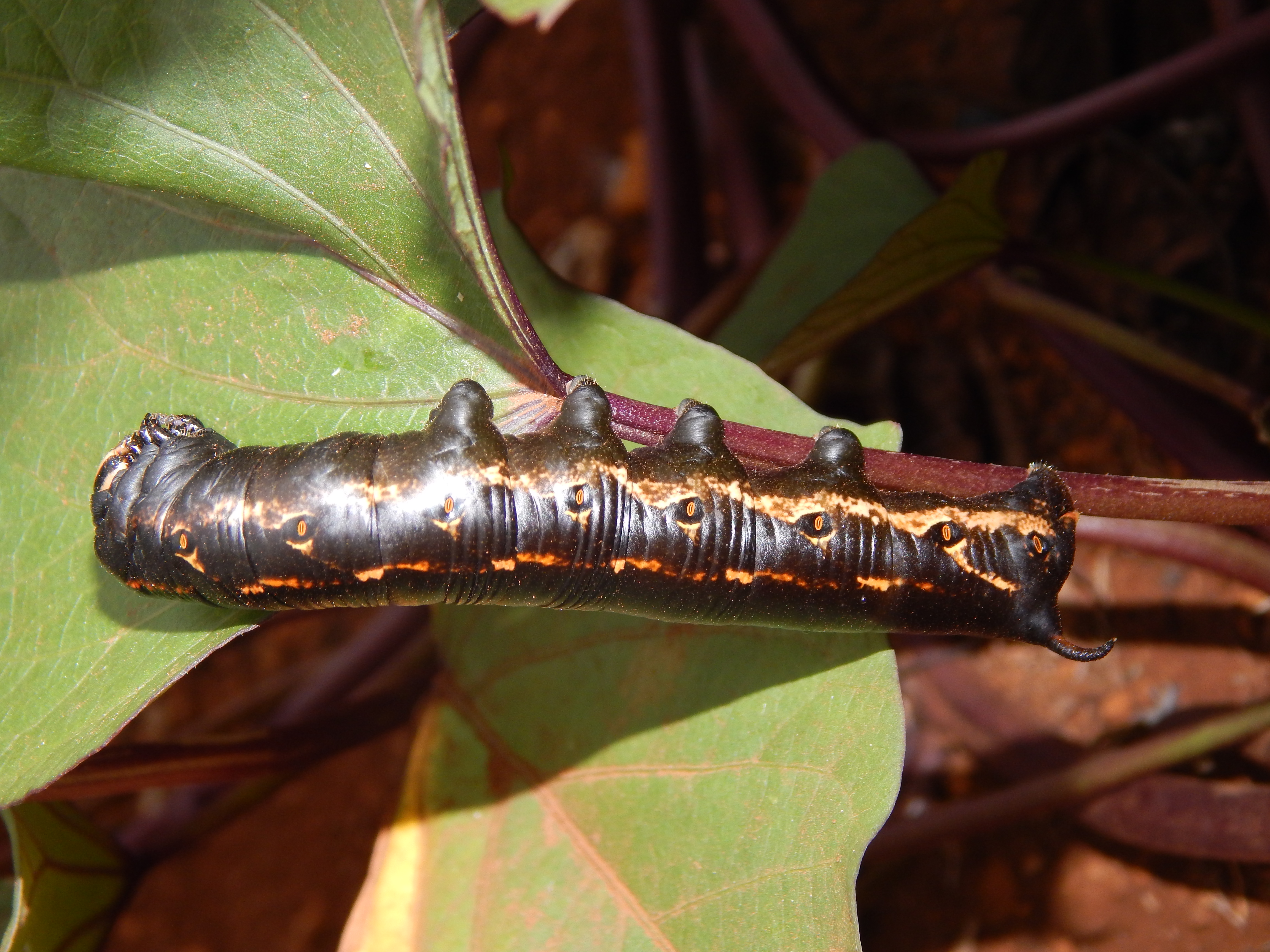
Chenille d’Agrius cingulata sur feuille de patate douce.
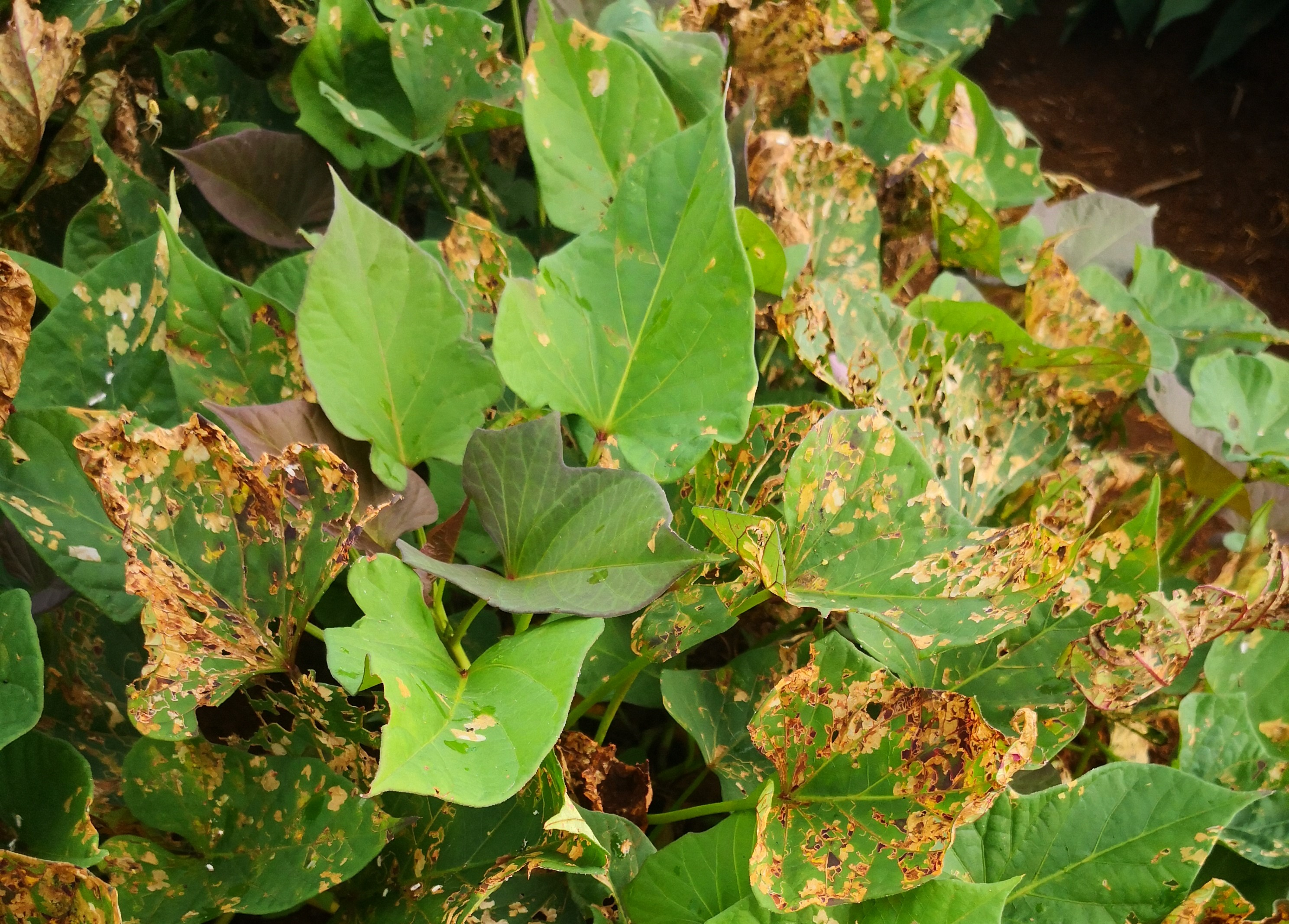
Feuillage de patate douce attaqué par des larves de mouches mineuses (Bedellia somnulentella).
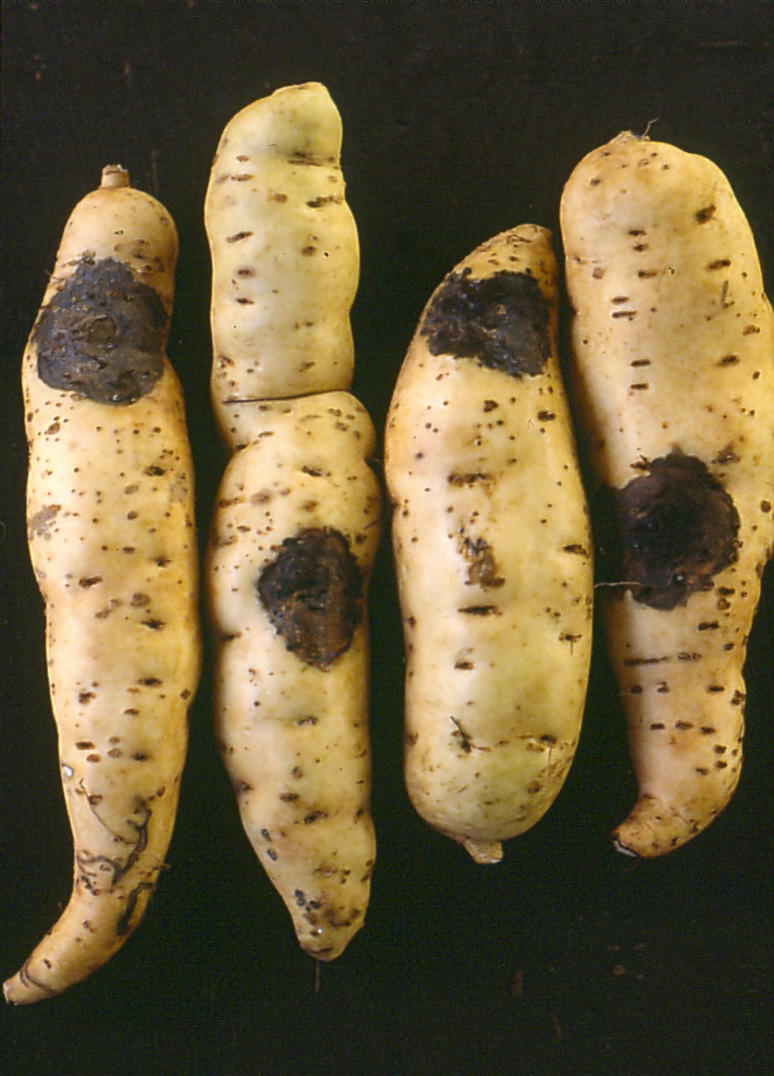
Symptômes de pourriture noire due à Ceratocystis fimbriata sur des tubercules de patate douce.

Parmi les insectes ravageurs de la patate douce, les espèces  les plus dommageables sont les charançons, notamment Cylas formicarius, qui attaquent les tubercules aussi bien avant qu'après la récolte, en phase de stockage. La lutte contre ces insectes repose historiquement sur des pratiques culturales, comme l'emploi de plants non infestés, la rotation des cultures, etc, le recours à des insecticides présentant des difficultés de divers ordres.
La pourriture noire de Java, due à une espèce de champignons ascomycètes, Lasiodiplodia theobromae, est l'une des maladies les plus destructives qui affecte les tubercules stockés (post-récolte). Pour prévenir ou au moins limiter l'incidence de cette maladie, on soumet les tubercules à un « ressuyage » qui consiste à les  exposer à une température modérément élevée pendant plusieurs jours immédiatement après la récolte.
Parmi les infections virales, qui sont responsables d'environ la moitié des pertes de récoltes, la plus grave est la virose complexe de la patate douce (SPVD, sweet potato virus disease), présente notamment en Afrique orientale. Elle résulte d'une interaction synergique entre deux virus, le virus du rabougrissement chlorotique de la patate douce (SPCSV, Sweet potato chlorotic stunt virus), transmis par des aleurodes, et le virus de la marbrure plumeuse de la patate douce (SPFMV, Sweet potato feathery mottle virus), transmis par des pucerons. La méthode de lutte repose sur la fourniture aux agriculteurs de boutures indemnes de virus, issues de culture in vitro de méristèmes.
Enfin les nématodes, qui vivent dans le sol au contact des racines et tubercules, sont responsables de pertes évaluées globalement à 10 % des récoltes. Les plus dommageables sont les nématodes cécidogènes appartenant au genre Meloidogyne.

## Stockage et conservation

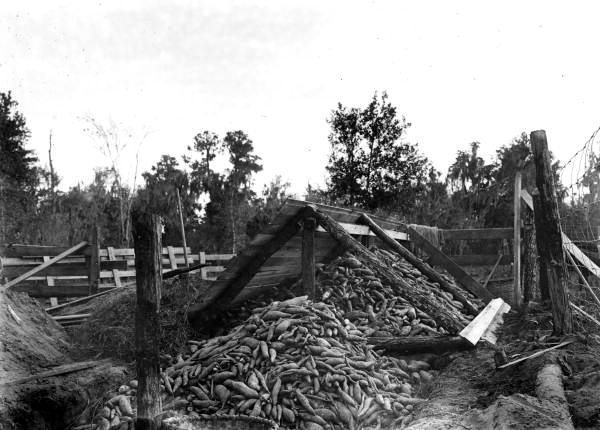
Stockage de patates douces en fosse (Floride, 1908).

Le caractère hautement périssable des tubercules de patate douce pendant le stockage reste une contrainte majeure dans les pays en développement, en particulier en Afrique subsaharienne. En l'absence d'installations frigorifiques trop coûteuses, les méthodes de stockage traditionnelles qui sont pratiquées consistent en stockage en tas, stockage en fosse, stockage sur plate-forme ou dans des paniers. On recouvre parfois les racines de cendre, de terre, de sciure de bois ou d'autres matériaux pour améliorer la durée de conservation. Ces méthodes de stockage donnent souvent des résultats irréguliers assortis, au bout de  3 à 6 semaines, de perte de poids importante, germination, pourriture et dégâts dus aux charançons.
Le recours à des traitements de pré-stockage appropriés pour lutter contre la décomposition microbienne et la germination, permet de prolonger la durée de conservation. Après la récolte, les patates douces ont besoin d'une phase de maturation et de ressuyage qui consiste à les maintenir pendant une semaine à une température de 30 °C et une humidité de 95 %. Cela permet de fixer la peau, de cicatriser les plaies et de commencer à convertir l'amidon en sucre. Après cette phase de ressuyage, on peut les conserver pendant six semaines ou plus à 15 °C et 85 % d'humidité.
Dans des conditions de stockage optimales, on a démontré que la patate douce pouvait se conserver pendant 5 mois, jusqu’à environ un an maximum.